# Ko-soto-gake

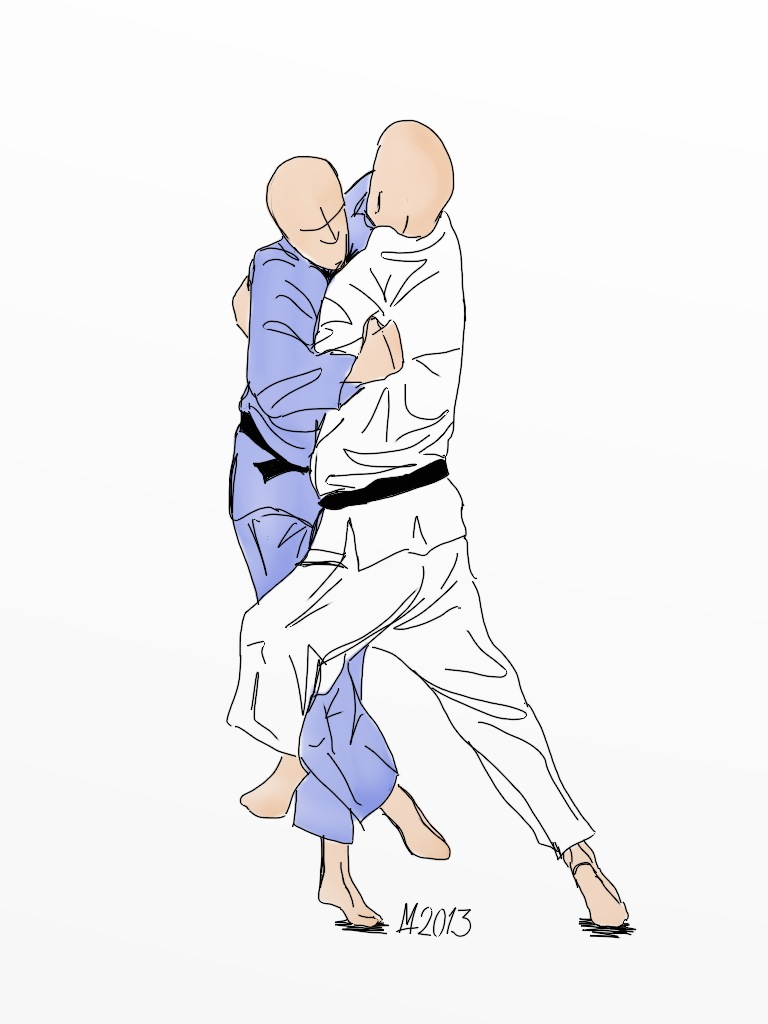

Ko-soto-gake (petit accrochage extérieur, en japonais : 小外掛) est une technique de projection du judo. 
Ko-Soto-Gake est la 1re technique du 3e groupe du Gokyo. Ko-Soto-Gake fait partie des techniques de pieds et de jambes (Ashi-Waza).